# Varronia toaensis
Varronia toaensis är en strävbladig växtart som först beskrevs av Attila L. Borhidi, Muñiz, och fick sitt nu gällande namn av A. Borhidi. Varronia toaensis ingår i släktet Varronia och familjen strävbladiga växter. Inga underarter finns listade i Catalogue of Life.